# Мільчевська Дарія Юріївна
Дарія Юріївна Мільчевська (нар. 5 вересня 1982) — українська футболістка, півзахисниця.

## Життєпис
Футбольну кар'єру розпочала в чернігівській «Легенді». У чемпіонаті України дебютувала 1995 року, того сезону провела 6 матчів. У команді відіграла 15 сезонів, зіграла понад 100 матчів у чемпіонаті України. П'ятиразова переможниця Вищої ліги та 4-разова володарка кубку країни. У сезоні 2010 року також перебувала в заявці «Легенди» на сезон, проте жодного офіційного матчу за команду не зіграла

## Досягнення
«Легенда»
- Вища ліга чемпіонату України
  -  Чемпіон (6): 2000, 2001, 2002, 2002, 2005, 2009
  -  Срібний призер (7): 1997, 1998, 1999, 2003, 2004, 2006, 2008
  -  Бронзовий призер (1): 2007

- Кубок України
  -  Володар (4): 2001, 2002, 2005, 2009.
  -  Фіналіст (7): 1998, 1999, 2003, 2004, 2006, 2007, 2008

- Italy Women's Cup
  -  Чемпіон (1): 2006
  -  Бронзовий призер (1): 2005